# Phalangioidea
Cet article possède un paronyme, voir Phalangodoidea.
Super-famille
Les Phalangioidea sont une super-famille d'opilions eupnois.

## Liste des familles
Selon World Catalogue of Opiliones (29/03/2023) :
- Globipedidae Kury & Cokendolpher, 2020
- Neopilionidae Lawrence, 1931
- Phalangiidae Latreille, 1802
- Protolophidae Banks, 1893
- Sclerosomatidae Simon, 1879
- † Kustarachnidae Petrunkevitch, 1949
- famille indéterminée
  - Hesperopilio Shear, 1996
  - † Cheiromachus Menge, 1854
  - † Petrunkevitchiana Mello-Leitão, 1937

## Publication originale
- Latreille, 1802 : « Famille Troisième. Phalangiens. » Histoire naturelle, générale et particulière des Crustacés et des Insectes, F. Dufart, Paris, p. 60–62 (texte intégral).